# Zawiść (województwo opolskie)
Zawiść (niem. Zawisc) – wieś w Polsce położona w województwie opolskim, w powiecie namysłowskim, w gminie Pokój.
W latach 1975–1998 miejscowość administracyjnie należała do ówczesnego województwa opolskiego.

## Nazwa
W okresie hitlerowskiego reżimu w latach 1936-1945 miejscowość nosiła nazwę Winterfeld.

## Zabytki
Do wojewódzkiego rejestru zabytków wpisany jest cmentarz rzym.-kat., z 1910 r.